# 3762 Амаравелла
3762 Амаравелла (1976 QN1, 1983 TM, 1985 DV1, 3762 Amaravella) — астероїд головного поясу, відкритий 26 серпня 1976 року.
Тіссеранів параметр щодо Юпітера — 3,606.